# 加倫筆

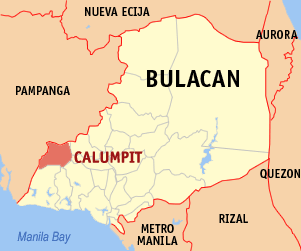
布拉干省的地圖，示加倫筆所在地

加倫筆（他加祿語：Calumpit）是菲律賓布拉干省的一座自治市。面積56.25平方公里。根據2015年人口普查結果，加倫筆擁有108,757名居民。現下轄29個描籠涯。